# R.A. Salvatore
Robert Anthony Salvatore är en fantasyförfattare som bland annat skrivit böcker baserade på Forgotten Realms-spelvärlden. På svenska har utgivits När demonen vaknar och Star Wars: Episod II – Klonerna anfaller, den senare boken en romanisering av filmen med samma namn. Han har även skrivit manus till datorspelen Forgotten Realms: Demon Stone och Kingdoms of Amalur: Reckoning.